# Kamimuria microda
Kamimuria microda és una espècie d'insecte pertanyent a la família dels pèrlids que es troba a la Xina: Guizhou.